# Bryum leptotrichum
Bryum leptotrichum är en bladmossart som beskrevs av C. Müller 1897. Bryum leptotrichum ingår i släktet bryummossor, och familjen Bryaceae. Inga underarter finns listade i Catalogue of Life.